# Kenneth Abel
Kenneth Abel (* 1962; eigentlich Sergei Lobanov-Rostovsky) ist ein US-amerikanischer Literaturwissenschaftler und Krimiautor.

## Werdegang
Sergei Lobanov-Rostovsky wuchs in der Nähe von New Orleans auf. 1982 wurde er mit dem Bachelor of Arts an der Louisiana State University Baton Rouge graduiert. 1985 wurde er der Stanford und 1989 an der Harvard mit dem Master of Arts graduiert. 1993 wurde er Doctor of Philosophy an der Harvard University. Er unterrichtet seit 1993 Englisch am Kenyon College in Gambier, Ohio. Er lebt in Columbus, Ohio. Unter dem Pseudonym Kenneth Abel veröffentlicht er mehrere Kriminalromane, die auch ins Deutsche übersetzt wurden.

## Werke (Auswahl)

### Kriminalromane (Stand-alone)
- Bait, Delacorte Press, veröffentlicht am 1. Februar 1994, ISBN 978-0-385-31190-8
  - deutsch: Köder am Haken, übersetzt von Jürgen Bürger, Rowohlt 1997, ISBN 978-3-499-43245-3
- The blue wall, Delacorte Press, veröffentlicht am 1. April 1996, ISBN 978-0-385-31193-9
  - deutsch: Die Mauer des Schweigens, übersetzt von Jürgen Bürger, Rowohlt 1997, ISBN 978-3-499-43276-7

### Kriminalromane mit Danny Chaisson
- Cold Steel Rain, Putnam Adult, veröffentlicht am 11. September 2000, ISBN 978-0-399-14662-6
- The Burying Field, Putnam Adult, veröffentlicht am 27. Mai 2002, ISBN 978-0-399-14796-8
- Down in the Flood, Minotaur Books, veröffentlicht am 2009
  - deutsch: Die Flut, übersetzt von Norbert Stöbe, Rowohlt, veröffentlicht am 1. April 2009, ISBN 978-3-499-24824-5

## Auszeichnungen
1998 2. Platz beim Deutschen Krimipreis in der Kategorie International für Köder am Haken
2001 Junior Trustee Award for Teaching Excellence